# 레이스베이크

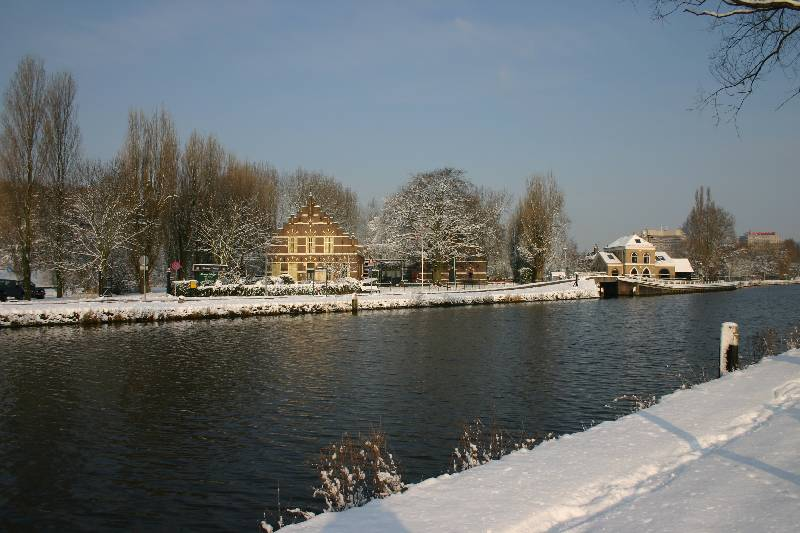
레이스베이크

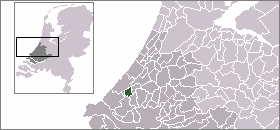
레이스베이크의 위치

레이스베이크(네덜란드어: Rijswijk)는 네덜란드 서부 자위트홀란트주의 도시로 면적은 107.16km2, 높이는 3m, 인구는 76,959명(2014년 5월 기준), 인구 밀도는 723명/km2이다. 1697년 9월 20일 9년 전쟁을 종식시킨 레이스베이크 조약이 체결된 도시이기도 하다.

시기
시 문장